# Relations entre la France et le Népal
Les relations entre la France et le Népal ou relations franco-népalaises désignent les liens, échanges, rencontres, collaborations et confrontations, qu'ils soient d’ordre économique, diplomatique ou culturel, qu’ont entretenu hier et entretiennent aujourd’hui la France et le Népal.

## Histoire des relations

### Le Népal méconnu des européens et refermé sur lui-même (XVIIesiècle-XXesiècle)

#### Premières évocations du Népal dans les récits de voyageurs européens
Le Népal est un territoire enclavé géographiquement entre l'Inde et la Chine, et encastré dans la chaîne de l'Himalaya dont l'accès est difficile. Il demeura longtemps par ailleurs un pays fermé et coupé du reste du monde par la volonté de ses dirigeants, et notamment Prithivî Nârâyan Shâh fondateur de la dynastie Shâh, qui unifia le Népal moderne au cours de la deuxième moitié du XVIIIe siècle tout en le fermant aux étrangers. Pour ces raisons, il ne sera découvert par un européen que tardivement et restera méconnu de l'occident et des français notamment. 

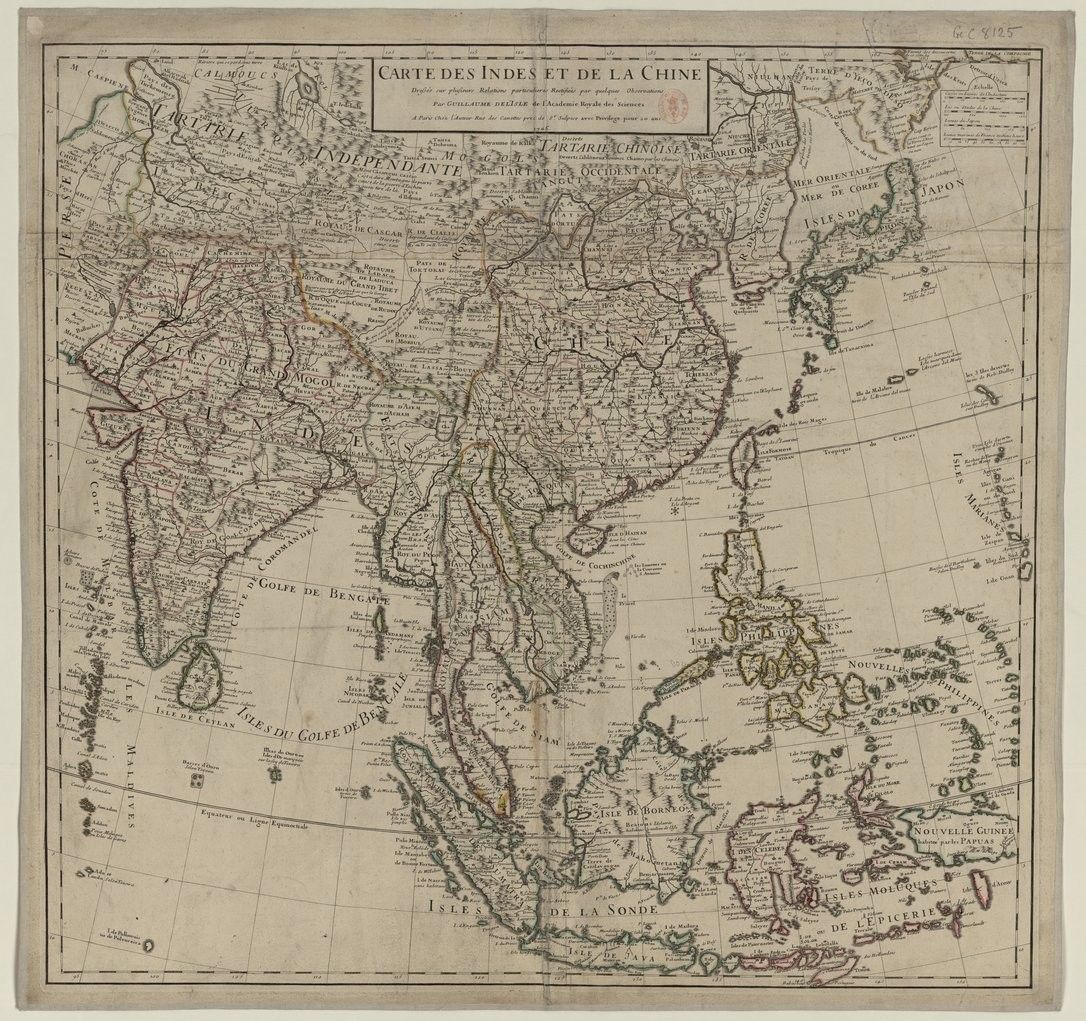
Carte des Indes et de la Chine par Guillaume de l'Isle évoquant l'existence du Népal.

En effet, alors que des historiens indiens le mentionnaient déjà avant l'ère chrétienne, la première description du Népal par un européen ne remonte qu'au XVIIe siècle. Bien qu'il ne constituait pas une destination évidente en raison de cet enclavement dans les hautes montagnes, c'est bien en tant que voie de passage entre l'Inde et le Tibet, que des européens en firent la découverte. Des missionnaires chrétiens installés à Goa désirant s'implanter au Tibet empruntèrent une voie commerciale qui les fit traverser le Népal; ainsi le missionnaire jésuite portugais João Cabral est considéré par les historiens comme le premier européen à s'être rendu au Népal en 1628.
Ce premier passage sera suivi par d'autres voyageurs. Le premier ouvrage publié contenant une description du territoire est la Chine illustrée de d'Athanase Kircher, traduite notamment en français en 1670.
Six ans plus tard, paraissaient à Paris les Voyages de Jean Baptiste Tavernier, un marchand français et voyageur en Asie, dans lequel un bref passage évoque le Népal, sans savoir encore aujourd'hui s'il s'est effectivement rendu dans ce pays.
Pendant une soixantaine d'années, des missionnaires européens (dont des français) vont emprunter ces routes et développer les connaissances sur le pays, notamment géographiques, tout en gardant une vision très ethnocentrée sur la culture locale n'y voyant guère autre chose « qu'un pays pauvre, arriéré ou sévit l'horreur et la débauche ». Au tout début du XVIIIe siècle, Le Français Guillaume de l'Isle, avec sa carte de l'Inde et de la Chine, parvint à situer avec une certaine précision le Népal.

#### Le Népal se ferme aux étrangers sous contrôle de l'empire britannique

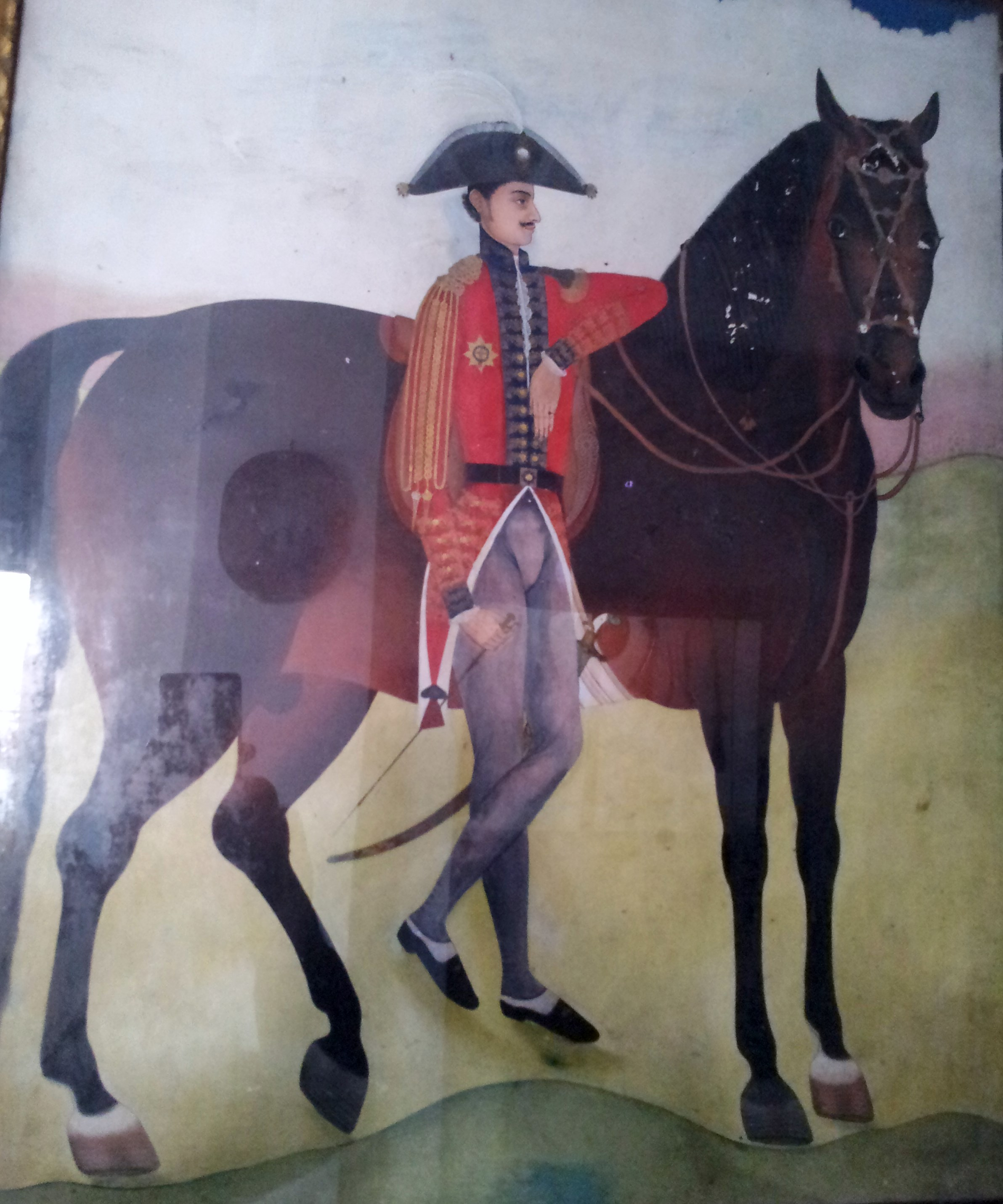
Le Mukhtiyar Bhimsen Tapa représenté dans l'uniforme népalais inspiré des uniformes français.

La possibilité pour les missionnaires de se rendre au Tibet par le Népal sera bientôt réduite à néant. Le Népal moderne est créé dans la deuxième moitié du XVIIIe siècle, lorsque Prithivî Nârâyan Shâh, fondateur de la dynastie Shâh, le chef de la petite principauté de Gorkha, unifia un certain nombre d'États indépendants des contreforts de l'Himalaya en 1768 et ferma le royaume aux étrangers, renvoyant les missionnaires chez eux.
Dans la deuxième moitié du XVIIIe siècle, les Anglais, voisins du Népal avec la Compagnie des Indes Orientales, seront les seuls occidentaux à entretenir des relations avec le Népal, qu'ils jugent sans grands intérêts, excepté comme voie d'accès au Tibet, tandis qu'il restera absent des préoccupations françaises. Pourtant, la puissance du colonisateur anglais est perçue comme une menace importante pour l'indépendance népalaise. Le premier ministre népalais d'alors, Bhimsen Thapa, s'inspira de l'armée française de Napoléon Bonaparte, réputée à ses yeux comme plus puissante que l'armée anglaise, pour entraîner et constituer ses troupes. Il en reprendra même le style de l'uniforme. Cette modernisation de l'armée népalaise n’empêchera pas la défaite du Népal lors de la guerre anglo-népalaise de 1814. Désormais la fermeture du pays sera contrôlée et imposée par les Anglais qui obtiennent des Népalais qu'aucun ressortissant étranger autre qu'anglais ne puisse rentrer sur le territoire du royaume, empêchant toute interactions avec d'autres puissances. Ce n'est qu'au travers d'écrits anglais que certains lecteurs occidentaux, et donc français pourront se documenter sur ce pays lointain.

#### La visite du premier ministre népalais en France

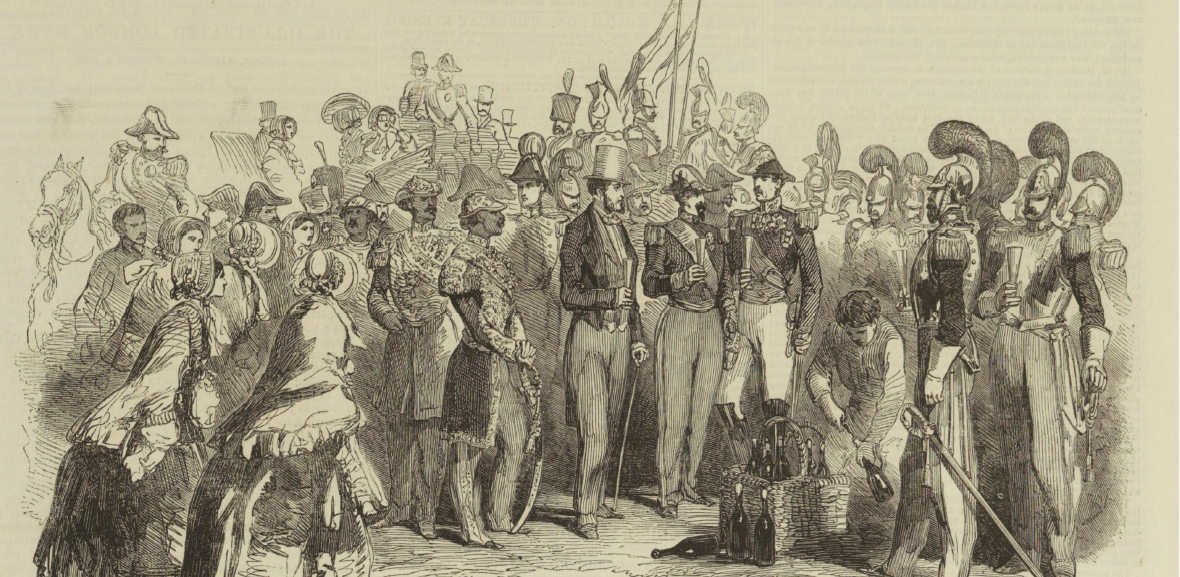
Visite du premier ministre népalais Jung Bahadur Rana à Paris en 1850 et rencontre avec le président de la république française Louis Napoléon Bonaparte.

En 1846, un officier Jang Bahadur Rana pris le pouvoir par la force au Népal et devint premier ministre à vie, retirant les pouvoirs au roi. Il devint donc l'homme fort du pays et le restera jusqu'à sa mort. Curieux et envieux des puissances occidentales et notamment de la puissance britannique, il décida de se rendre à Londres et de visiter le pays en 1850. Sur le chemin du retour, il souhaita passer par la France et notamment Paris. Il arriva le 22 août 1850 à Paris pour un séjour de six semaines. 

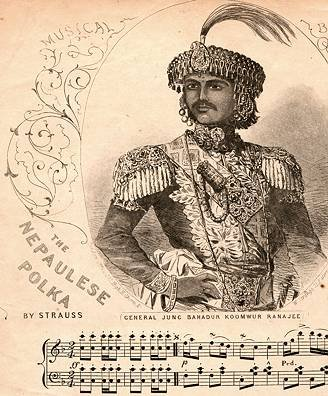
Illustration de Jung Bahadur Rana arrivant à Londres en 1850.

Il impressionna ses hôtes français dont le président français, Louis Napoléon Bonaparte par la richesse de ses habits et son érudition. Il reçut tous les honneurs réservés aux chefs d’État étrangers, d'autant que le Népal encore largement méconnu en France, d'après les propres mots du président français, ne pouvait susciter davantage de curiosité. Durant ces trois semaines, le premier ministre aura l'honneur d'assister à un défilé de 100 000 soldats, une visite du château de Versailles, le tombeau de Napoléon 1er, la ville de Lyon et de Marseille dont il partira pour rejoindre les Indes britanniques. Il fut le premier dirigeant népalais dans l'histoire à se rendre en France et le dernier ressortissant vraisemblablement avant 1914.
Son voyage eut pour conséquences de faire connaître ce petit pays aux puissances occidentales d'alors mais ne permit pas davantage son ouverture à ces derniers. Le premier ministre rentré, ne changea pas la politique de repli mais s'inspira quelque peu de ce qu'il avait observé en Europe et notamment du code civil français pour en adapter une partie dans la législation népalaise. Sa visite et son retour montreront néanmoins que son choix pour la coopération future de son pays s'est bien porté sur le Royaume-Uni et non la France.

#### Les visiteurs étrangers au Népal toujours aussi peu nombreux
Les Britanniques maintinrent les restrictions pour les visiteurs étrangers de se rendre au Népal et les Français qui purent s'y rendre et obtenir une autorisation ne furent pas nombreux. Seuls, des scientifiques, ou personnes fortunés obtinrent le sésame, dont notamment :
- Gustave Le Bon, charge d'une mission archéologique en 1885 ;
- Henri et Philippe d'Orléans, pour un séjour de chasse en 1888 ;
- Sylvain Levy, pour des travaux de recherches ;
- Isabelle Massieu pour un voyage ;
- Maurice de Rothschild ;
- Alexandra David-Néel.

#### Les soldats népalais Gurkhas lors de la première guerre mondiale (1914-1918)
En 1914, au déclenchement de la Première Guerre mondiale, le Royaume-Uni s'engage aux côtés de la France et mobilise des troupes issues de son empire colonial, dont notamment un grand nombre de divisions venues de l'Inde britannique. Sur la durée de la Grande guerre, 140 000 hommes serviront en France dont 90 000 combattants, sur un total de 1,3 million de soldats indiens qui participèrent au conflit. Parmi eux, 10 % étaient des Gurkhas, des unités des armées britanniques et indiennes recrutées au Népal. Servant dans l'armée britannique, ils arrivent en France en septembre 1914 à Marseille, et sont les premiers népalais à fouler le sol français depuis la visite de Jung Bahadur Rana. Ces soldats sans équipements adéquats, vont subir la rudesse de l'hiver 1915 dans le nord de la France. Les combats auxquels ils prendront part seront par ailleurs très meurtriers. En mars 1915, ils participent à la prise de Neuve-Chapelle où plus de 4000 soldats trouvent la mort. Six mois plus tard, il y aura 3000 victimes en une seule journée à Laventie lors de la bataille de Loos. Face au nombre de victimes, la question du maintien de ces divisions indiennes sur le champ de bataille français va rapidement se poser au sein de l’État-major britannique. Ainsi, dès l’automne 1915, les rescapés du Corps Indien sont progressivement relevés et envoyés au Moyen-Orient et en Afrique. Seules les unités de cavalerie resteront jusqu'en 1918 en France.

### L'ouverture du pays au monde extérieur (1949-aujourd'hui)

#### La France et le Népal commencent des relations diplomatiques
En 1947, l'Inde devient indépendante et en 1949, la Chine bascule dans le communisme, et la fin du Raj britannique met donc fin au soutien des Britanniques à la dynastie Rana, et permet aux opposants de renverser le régime. Le 20 avril 1949, soit peu de temps après la fin du Raj britannique qui allait permettre au Népal de reprendre son autonomie et de mettre fin à la fermeture du pays au monde extérieur, la France devint le 4e pays à entamer des relations diplomatiques avec le Népal, après notamment les États-Unis. 4 jours plus tard, l'ambassadeur français en Inde Daniel Lévi, fils de Sylvain Lévi, se rendit à Katmandou remettre ses lettres de créances.

#### Des français entament la conquête d'un des «8000»
Les sommets de la chaîne de l’Himalaya, les plus hauts du monde ont été préservés de toute exploration humaine en raison de la fermeture des frontières aux étrangers. Le changement de régime et la nouvelle politique d'ouverture laisse envisager aux alpinistes et notamment les occidentaux leurs ascensions. Pourtant, avant même la révolution, cette conquête est lancée en 1950 par une expédition française, menée notamment par Maurice Herzog et Louis Lachenal qui atteint le sommet de l’Annapurna au Népal, bénéficiant d'une autorisation spéciale des autorités népalaises. Un autre « 8000 » sera conquis par une expédition française quelques années plus tard, le Makalu par les Français Lionel Terray et Jean Couzy.

## Relations économiques et commerciales

### Caractérisation des relations économiques entre la France et du Népal

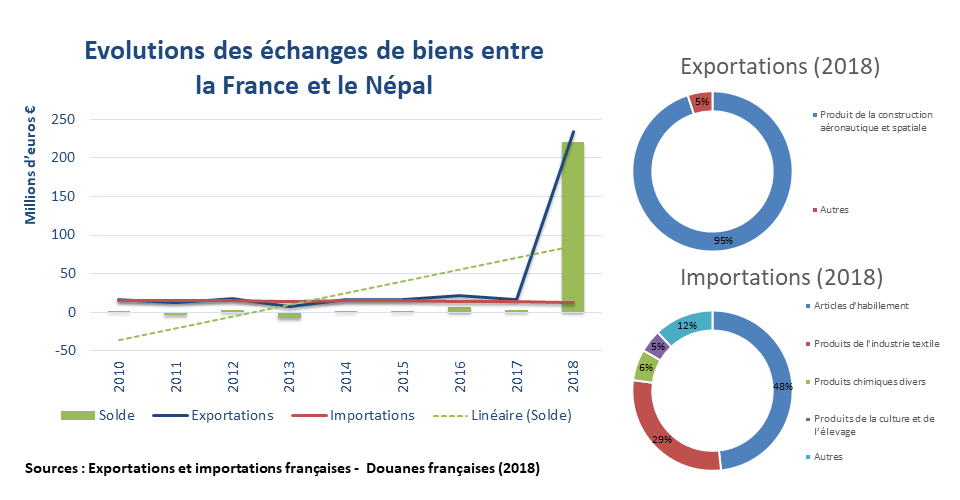
Évolution des échanges de biens entre la France et le Népal en 2018

#### La stratégie népalaise vis-à-vis de la France
| #                   | Fournisseurs        | Fournisseurs | #   | Clients (destination des exportations en %) | Clients (destination des exportations en %) |
| ------------------- | ------------------- | ------------ | --- | ------------------------------------------- | ------------------------------------------- |
| 1er                 | Inde                | 65 %         | 1er | Inde                                        | 58,7 %                                      |
| 2e                  | Chine               | 12,63 %      | 2e  | États-Unis d’Amérique                       | 12,3 %                                      |
| 3e                  | Émirats Arabes Unis | 1,74 %       | 3e  | Turquie                                     | 6,4 %                                       |
| 4e                  | France              | 1,55 %       | 4e  | Allemagne                                   | 3,9 %                                       |
|                     |                     |              |     |                                             |                                             |
|                     |                     |              | 8e  | France                                      | 1,49 %                                      |
| Sources : 2017 WITS |                     |              |     |                                             |                                             |

#### La stratégie française vis-à-vis du Népal
Plus de 25 000 touristes français se rendent chaque année au Népal.
| #                   | Fournisseurs (origine des importations en %) | Fournisseurs (origine des importations en %) | #    | Clients (destination des exportations en %) | Clients (destination des exportations en %) |
| ------------------- | -------------------------------------------- | -------------------------------------------- | ---- | ------------------------------------------- | ------------------------------------------- |
| 1er                 | Allemagne                                    | 15,8 %                                       | 1er  | Allemagne                                   | 16,1 %                                      |
| 2e                  | Chine                                        | 9%                                           | 2e   | Espagne                                     | 7,5 %                                       |
| 3e                  | Italie                                       | 7,7 %                                        | 3e   | États-Unis d'Amerique                       | 7,4 %                                       |
| 4e                  | Belgique                                     | 6,7 %                                        | 4e   | Italie                                      | 7,3 %                                       |
|                     |                                              |                                              |      |                                             |                                             |
| 145e                | Népal                                        | 0,0 %                                        | 164e | Népal                                       | 0,0 %                                       |
| Sources : 2017 WITS |                                              |                                              |      |                                             |                                             |

## Relations politiques, diplomatiques et militaires

### Rencontres bilatérales et visites de dirigeants politiques
A ce jour, François Mitterrand est le seul chef d’État français à s'être rendu au Népal, tandis que les dirigeants népalais se sont rendus plusieurs fois en France.

### Représentations diplomatiques et conditions d'entrées

#### Ambassades et consulats
La France dispose d'une ambassade à Katmandou au Népal, tandis que le Népal dispose d'une ambassade à Paris. L'ambassade népalaise est aussi accréditée pour le Portugal, l'Andorre et Monaco

#### Visas et conditions d'entrées
| Conditions d'entrées des Français au Népal              | Les Français doivent être munis d’un visa pour entrer au Népal si leur séjour excède les 72 heures. Il est possible de l'obtenir à l'arrivée mais l'attente peut être longue, ou alors auprès de l'ambassade du Népal.                               |
| Conditions d'entrées des Népalais en France             | Tout étranger doit être en possession d’un visa pour entrer sur le territoire français quelle que soit la durée du séjour. C’est notamment le cas pour les ressortissants Mongols. Court séjour pour un délai de moins de 3 mois, sinon long séjour. |
| Sources : France DiplomatieAmbassade de France au Népal | |

## Coopération humanitaire et de développement
Plus de 80 ONG françaises interviennent au Népal, principalement dans l'éducation et le secteur de la santé. Cette présence a été d'autant plus nécessaire lors du tremblement de terre qui a frappé le Népal en 2015.